# Sarsapogenin 3b-glukoziltransferaza
Sarsapogenin 3b-glukoziltransferaza (EC 2.4.1.193, uridin difosfoglukoza-sarsapogenin glukoziltransferaza) je enzim sa sistematskim imenom UDP-glukoza:(25S)-5beta-spirostan-3beta-ol 3-O-beta--glukoziltransferaza. Ovaj enzim katalizuje sledeću hemijsku reakciju
UDP-glukoza + (25S)-5beta-spirostan-3beta-ol {\displaystyle \rightleftharpoons } UDP + (25S)-5beta-spirostan-3beta-ol 3-O-beta--glukozid
Ovaj enzim je specifičan za 5beta-spirostanole. On učestvuje u biosintezi biljnih saponina.

## Literatura
- Nicholas C. Price; Lewis Stevens (1999). Fundamentals of Enzymology: The Cell and Molecular Biology of Catalytic Proteins (Third изд.). USA: Oxford University Press. ISBN 019850229X.
- Eric J. Toone (2006). Advances in Enzymology and Related Areas of Molecular Biology, Protein Evolution (Volume 75 изд.). Wiley-Interscience. ISBN 0471205036.
- Branden C; Tooze J. Introduction to Protein Structure. New York, NY: Garland Publishing. ISBN 0-8153-2305-0.
- Irwin H. Segel. Enzyme Kinetics: Behavior and Analysis of Rapid Equilibrium and Steady-State Enzyme Systems (Book 44 изд.). Wiley Classics Library. ISBN 0471303097.

## Spoljašnje veze
- Sarsapogenin+3beta-glucosyltransferase на 